# Luleå
Luleå je město ležící v severním Švédsku. Je správním centrem kraje Norrbotten. Žije zde 46 607 obyvatel (2010), s předměstím je to 74 700 (2012).

## Geografie
Luleå se nachází na poloostrově, kde se řeka Lule vlévá do Botnického zálivu. Umístění města na poloostrově a následný rozvoj si vyžádalo jeho rozšiřování, a proto je část území města z celkové rozlohy 2110 čtverečních kilometrů vytvořená uměle. Luleå má své městské části také na ostrově Herts, který je, díky svému umístění, sedmým nejlidnatějším ostrovem země.
Přístav Luleå je pátým největším přístavem Švédska. Každoročně je překladištěm sedmi milionů tun nákladu. Mimořádný význam má zejména železná ruda z dolů společnosti LKAB z Kiruny a z oblasti Gällivare/Malmbergetu. Námořní doprava v zimním období pokračuje nezměněným tempem za pomoci ledoborců. Luleå je sídlem švédské ledoborcové flotily.
Při pobřeží města je souostroví tvořené 1700 ostrůvky. Území ostrovů se rozprostírá od hranic okresu až k hranicím provincií Norrbotten a Västerbotten a dále až k švédsko – finským hranicím.

## Historie

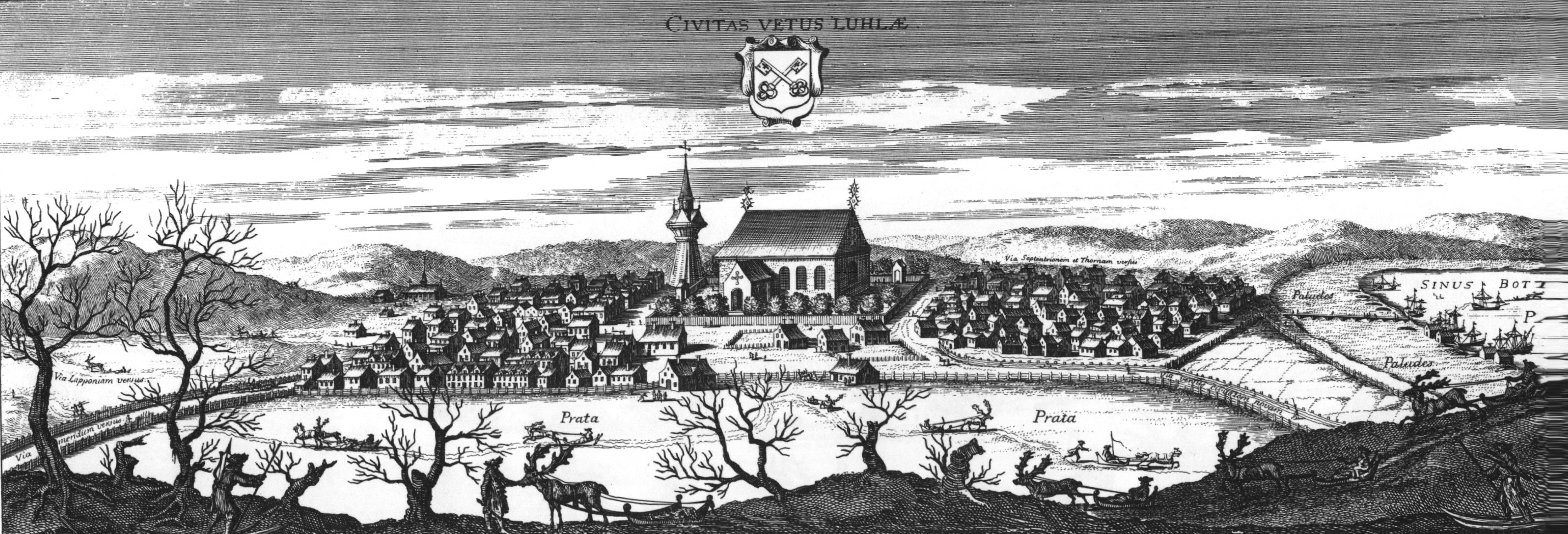
Město okolo roku 1700

Již ve středověku bylo město důležitým přístavem. Luleå se stala důležitým přístavem v období od 13. do 15. století. Královská charta z roku 1621, vydaná králem Gustavem Adolfem, mu udělila městské výsady. Původně se nacházelo na území dnešního Gammelstad (tj. staré město, které je asi 8 km vzdáleno. Nachází se zde hlavně původní kamenný kostel z konce 15. století, šest stájí a několik set dřevěných domků, kdysi sloužících jako noclehárna poutníků). Město bylo do současné polohy přesunuto v roce 1649 z důvodu postglaciálního vyzdvižení původního přístavu, který se stal příliš mělkým pro vstupující lodě. V roce 1887 požár zničil většinu města, nedotčených zůstalo jen několik budov. Neogotická katedrála (původně kostel Oscara Fredrika) byla dokončena v roce 1893 a je s výškou 67 metrů nejvyšší budovou ve městě.
Staré město – Kostelní město Gammelstad patří mezi památky Světového dědictví UNESCO.

## Podnebí
Luleå se nachází v subarktickém podnebném pásmu s krátkými a mírnými léty a dlouhými a chladnými zimami.

## Ekonomika
Luleå je centrem obchodu, průmyslu, výzkumu, vzdělávání a služeb. Vysokoškolské vzdělávací programy přitáhly nové podniky, stejně jako místní úřady pro nadnárodní korporace. Největším zaměstnavatelem ve městě jsou SSAB ocelárny, Technická universita Luleå a Švédské letectvo (Norrbotten Air Force Wing), které se nachází v blízkosti letiště Luleå. Toto letiště má pravidelné mezinárodní spoje, například na ostrov Gran Canaria. Dalšími významnými zaměstnavateli jsou Ferruform (dceřiná společnost Scania) a Gestamp HardTech.

### Informační technologie
V odvětví informačních technologií pracuje přibližně 2000 zaměstnanců.
Luleå je místem, kde nastalo několik inovačních a technologických milníků, například se zde v roce 1989 uskutečnil první hovor v síti GSM. 27. října 2011 Facebook oznámil, že umístí své první datové centrum mimo USA v Luleå. První budova centra by měla být hotova v roce 2012. Poloha města na severu, jakož i skutečnost, že se město stane uzlem datového přenosu v Evropě, byly podnětem pro vznik nové přezdívky města a okolí – Node Pole (pól uzlů).

### Maloobchod
Luleå je domovem jednoho z nejstarších indoorových obchodních center na světě. Obchodní dům Shopping byl postaven v roce 1955 britským architektem Ralphem Erskinem. Pozdějšími doplňky obchodní sítě jsou obchodní domy Strand, Smedjan a Folksamhuset, jakož i první obchodní galerie pro mladé v zemi, "Storgatan 61". Ve městě jsou dvě hlavní obchodní třídy: Storgatan a Kungsgatan.
V průmyslové části Storheden se nachází síť obchodních domů, která je nejnovějším doplňkem obchodní infrastruktury města a okolí.

## Doprava
Místní autobusová doprava je provozována společností Luleå LLT.
Osobní vlaková doprava je provozována národní společností SJ na sever do Narviku na norském pobřeží a na jih do Stockholmu.
Letiště Luleå má nejdelší přistávací dráhu v zemi a každoročně obslouží okolo milionu cestujících.

## Média
Noviny:
- Norrbottens-Kuriren
- Norrländska Socialdemokraten

## Kultura

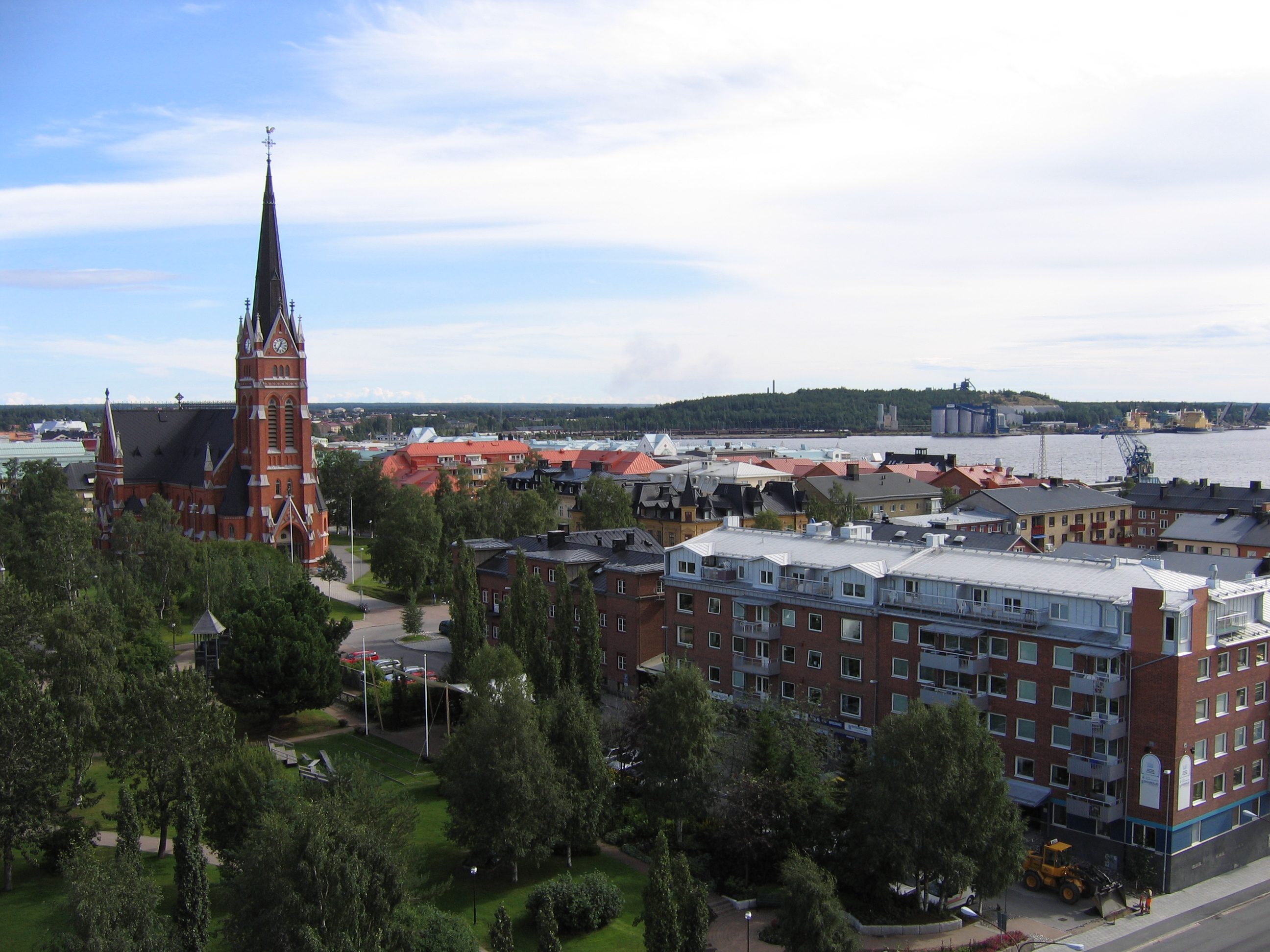
centrum Luleå

Ve městě se nachází množství kulturních institucí, mezi nejvýznamnější patří divadlo Norrbottensteatern a Norrbottens museum. V lednu 2007 byl otevřen Dům kultury (Kulturens Hus). V kulturním stánku se nachází také knihovna a koncertní sál, pořádají se zde koncerty, výstavy umění, budova slouží také jako kongresové a konferenční centrum. Luleå je také místem působení hardcore punkové šupiny Raised Fist a death metalové kapely The Duskfall.

## Sport
V Luleå existuje množství sportovních týmů, soutěžících ve více sportovních odvětvích.

### Fotbal
- Bergnäsets AIK
- Ersnäs IF
- IFK Luleå
- Lira BK
- Luleå SK
- Notvikens IK

### Lední hokej
- Luleå HF, hraje v Svenska hockeyligan

### Basketbal
- Mužský tým LF Basket Norrbotten (dříve Plannja) a ženský tým Luleå Basket; Plannja byla sedminásobným vítězem švédské ligy Basketligan

### Americký fotbal
Ve městě má své nezapomenutelné místo tým amerického fotbalu, Luleå Eskimos. Mistrovství Švédska v americkém fotbale se každoročně konají v Luleå.

## Osobnosti spojené s městem
- Maud Adams
- Håkan Larsson
- Mattias Alkberg
- John W. Nordstrom, zakladatel sítě obchodních domů Nordstrom

## Galerie

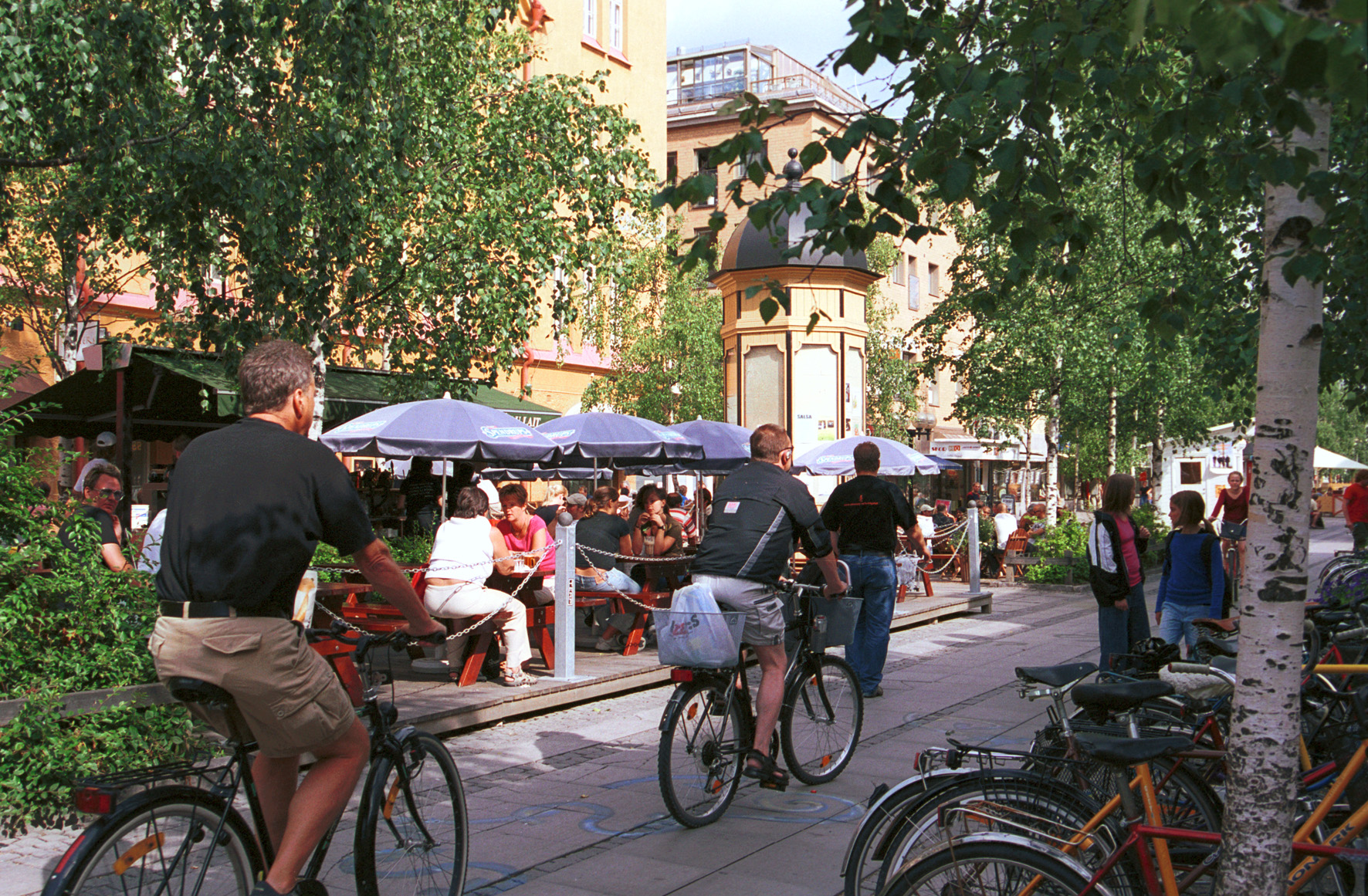
Obchodní třída třída Storgatan v létě
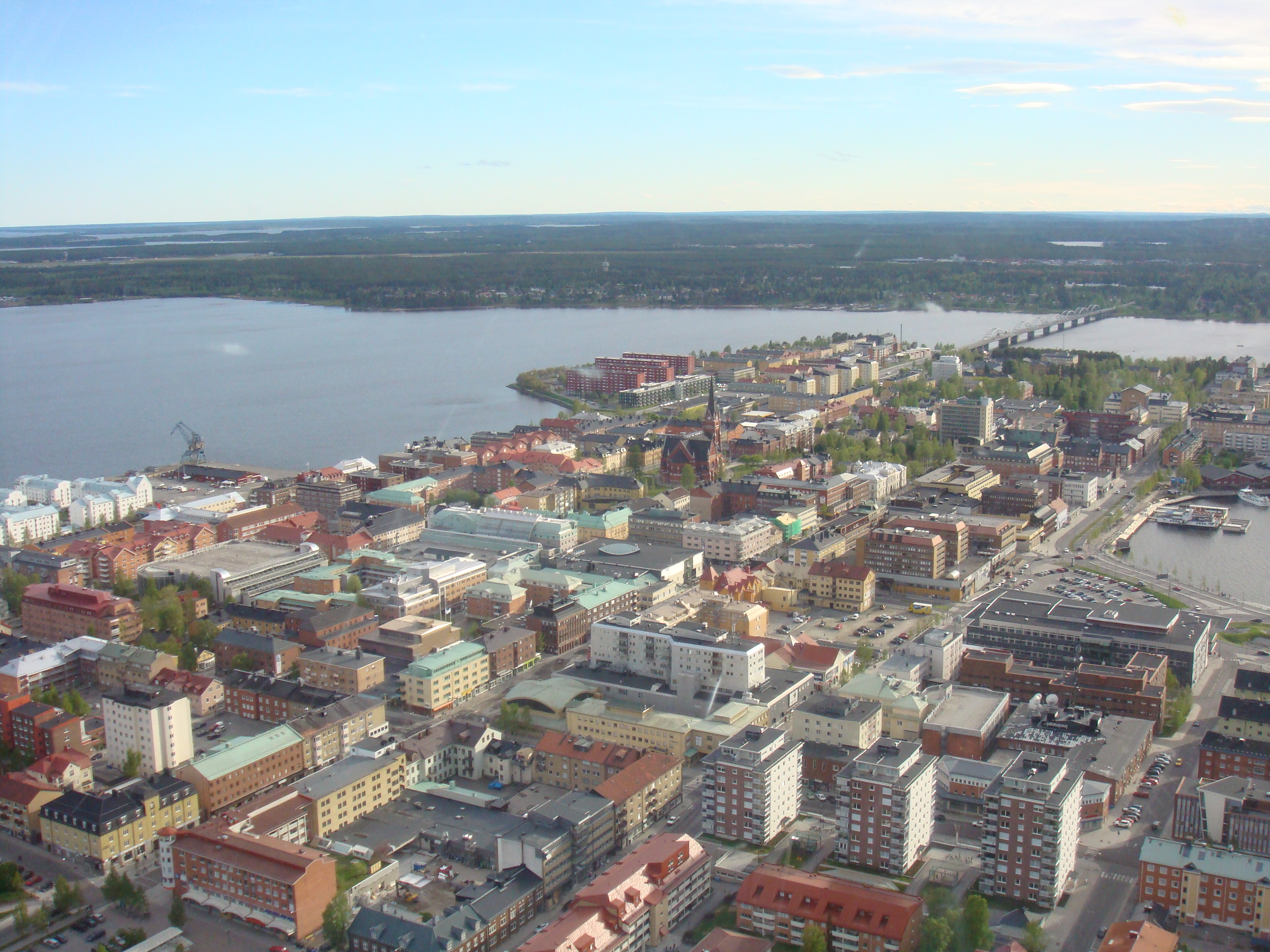
Letecký pohled na město
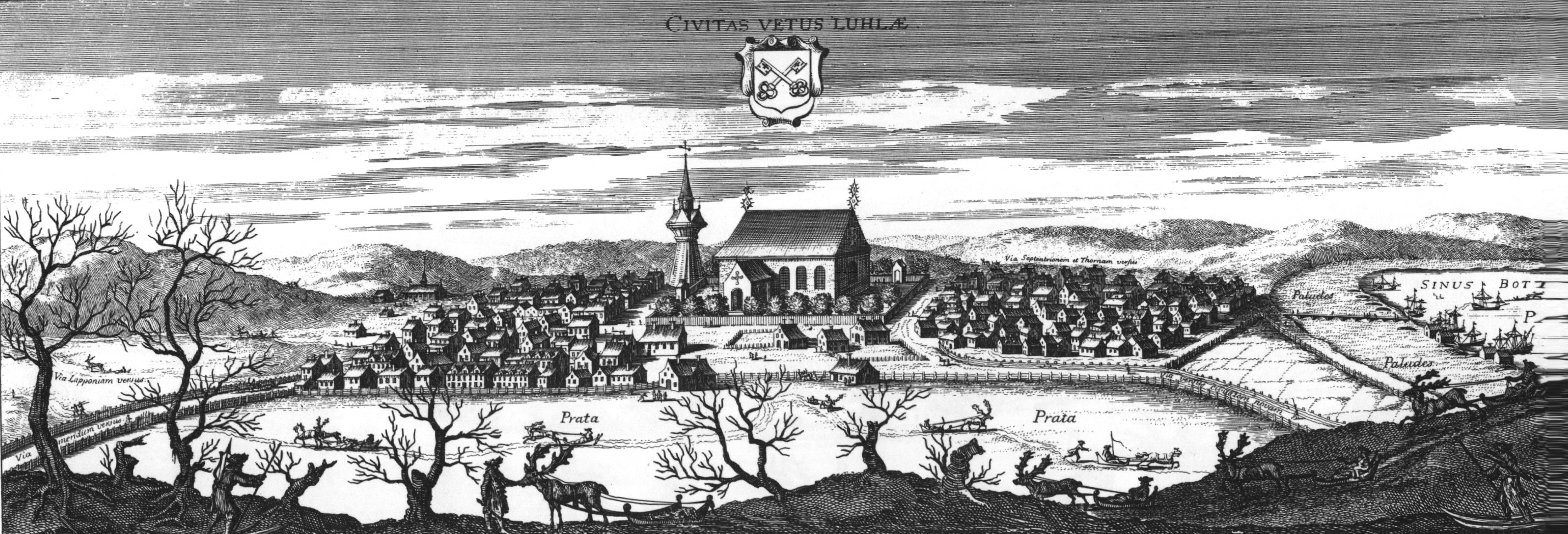
Město kolem roku 1700
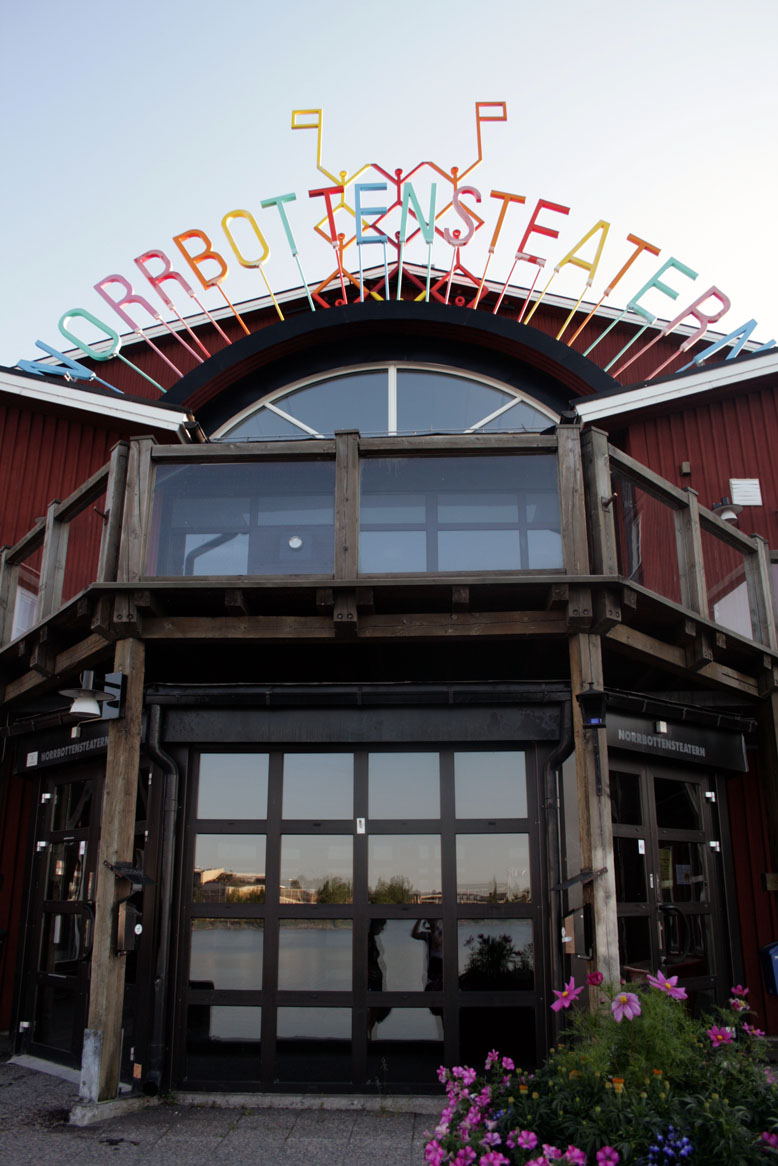
Divadlo Norrbottensteater
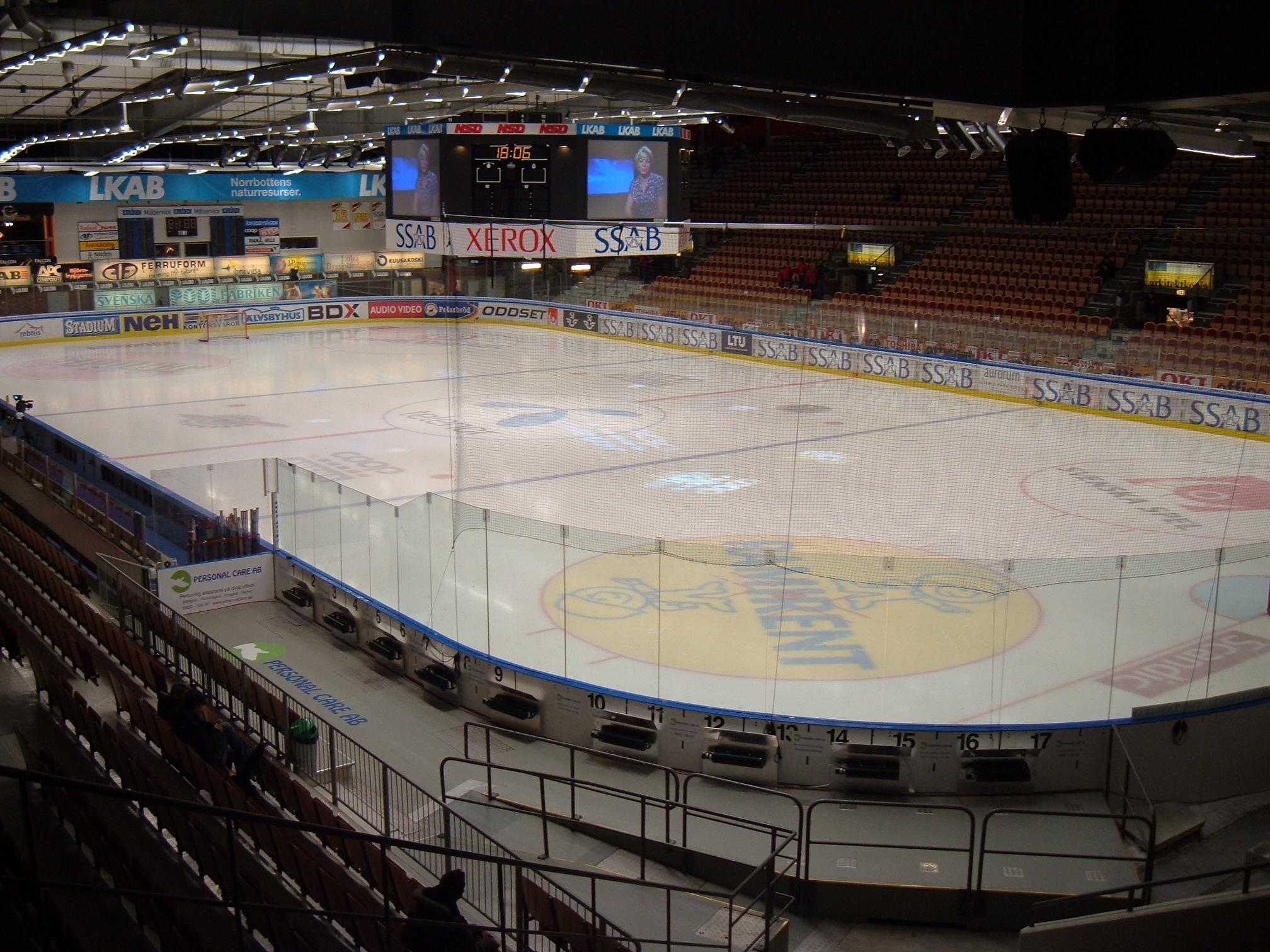
Zimní stadion Coop Arena